# 佐伊·史蒂文森
佐伊·史蒂文森（英語：Zoe Stevenson，1991年6月19日—），新西兰女子赛艇运动员。她曾代表新西兰参加世界赛艇锦标赛，获得二枚金牌和一枚银牌。她也曾参加2016年夏季奥林匹克运动会。